# ریخان (بیرجند)
رِیخان یک منطقهٔ مسکونی در دهستان کاهشنگ از توابع بخش مرکزی شهرستان بیرجند، واقع در استان خراسان جنوبی است   که بر پایه سرشماری عمومی نفوس و مسکن در سال ۱۳۹۵ جمعیت آن ۲۱ نفر (در ۷ خانوار) بوده‌است.